# Rettungstauchen

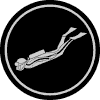
Ausbildungsbereich Rettungstauchen bei der Wasserwacht

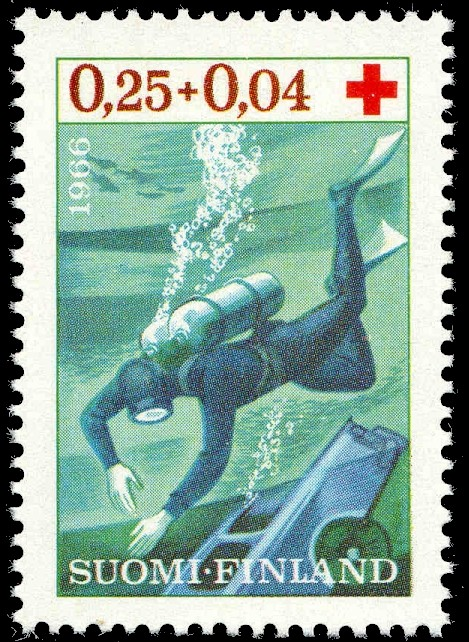
Rettungstauchen: finnische Briefmarke von 1966

Rettungstauchen (auch Einsatztauchen oder Bergungstauchen) ist das Tauchen in Hilfeleistungsorganisationen. Zu den Aufgaben beim Einsatztauchen gehören die Personenrettung, die Bergung von Leichen, Tieren, Fahrzeugen und anderen Gütern aus dem Wasser und die Durchführung technischer Maßnahmen unter Wasser.
In Deutschland gibt es zivile Einsatztaucher bei der Deutschen Lebens-Rettungs-Gesellschaft (DLRG), bei der Wasserwacht, beim Arbeiter-Samariter-Bund (ASB), in der Feuerwehr (Feuerwehrtaucher), im THW und bei Polizeien (Menschenrettung nicht Primäraufgabe), in Österreich unter anderem bei der Feuerwehr, der Österreichischen Wasserrettung und im Österreichischen Rettungsdienst und in der Schweiz vor allem in der Schweizerischen Lebensrettungs-Gesellschaft.
Die kleinste einsetzbare Einheit ist ein Tauchtrupp. Das Tauchen unter oft schwierigen Bedingungen stellt hohe körperliche und psychische Anforderungen an die Einsatzkräfte. Oftmals muss unter starkem Zeitdruck gearbeitet werden und in vielen Gewässern herrschen außerdem äußerst schlechte Sichtverhältnisse. Die Taucher müssen daher eine in der Regel ein bis zwei Jahre andauernde Ausbildung mit anschließender theoretischer und praktischer Prüfung absolvieren. Weiterhin müssen aktive Rettungstaucher zum Erhalt ihres Rettungstauchscheins jährlich eine bestimmte Anzahl an Tauchgängen absolviert haben. Zusätzlich müssen die geprüften Einsatztaucher jährlich an einer Unterweisung teilnehmen.
In Deutschland sind, um Rettungstaucher im Sinne der DGUV-Regel DGUV-R 105-002 zu bleiben, jährlich mindestens zehn Tauchgänge unter Einsatzbedingungen durchzuführen, wobei diese Tauchgänge insgesamt mindestens 300 Minuten umfassen müssen. Zusätzlich müssen die Taucher dort einmal jährlich ihre gesundheitliche Eignung gemäß G31 (Überdruck) ärztlich überprüfen lassen.

## Leinenzugzeichen
Zur Kommunikation zwischen Signalmann und Rettungstaucher werden Leinenzeichen, oder bei modernen Vollgesichtsmasken auch eine Drahtfunkeinrichtung oder Ultraschall-Funkeinrichtung verwendet. Die verbindlichen Leinenzugzeichen werden in der DGUV-Regel 105-002 in Anhang 5 festgelegt.
| Leinenzeichen | vom Taucher               | vom Leinenführer             |
| ------------- | ------------------------- | ---------------------------- |
| x             | Notsignal Ich bin in Not! | Notsignal Sofort austauchen! |
| xx            | –                         | Nach links                   |
| xxx           | –                         | Nach rechts                  |
| xxxx          | Ich tauche aus            | Austauchen                   |
| xxxxx         | Alles in Ordnung!         | Alles in Ordnung?            |

Legendex steht für einen Zug der Leine.
Zusätzliche Leinenzugzeichen können zwischen Taucher und Signalmann vereinbart werden.
So können beispielsweise folgende ursprünglich aus ehemaligen Versionen der Feuerwehr-Dienstvorschrift 8 (FwDV 8) Tauchen (z. B. in der Version von 1986 noch enthalten) stammenden Leinenzeichen vereinbart werden:
| Leinenzeichen | vom Taucher            | vom Leinenführer      |
| ------------- | ---------------------- | --------------------- |
| xx – x        | –                      | Vorwärts              |
| xx – xx       | –                      | Zurück                |
| xx – xxx      | –                      | Auf der Stelle suchen |
| xxx – xxx     | Brauche Unterstützung! | –                     |

Die Verwendung des einfachen Zuges als Teilsignal ist im Kontext des Notsignales missverständlich.

## Ausbildung

### Bei der DLRG
Die DLRG regelt die Voraussetzungen, die Ausbildung und die Prüfung der Taucher in der Prüfungsordnung 6.
Das Schema wurde aus den Prüfungsordnungen des VDST und der DLRG erzeugt (Stand 2006).

### Bei der Wasserwacht
Die Ausbildung zum Rettungstaucher regelt die Ausbildungs/Prüfungsvorschrift Tauchen (APV-T) und die Anlage 3 der DGUV-Regel 105-001. Dabei muss ein Tauchanwärter eine ein- bis zweijährige Ausbildung mit abschließender theoretischer und praktischer Prüfung absolvieren. Um die Ausbildung als Rettungstaucher zu beginnen, müssen folgende Voraussetzungen erfüllt sein:
- Vollendung des 15. Lebensjahres vor Beginn der Ausbildung
- Bei Minderjährigen, schriftliche Genehmigung der Erziehungsberechtigten zur Ausbildung
- Mitgliedschaft Wasserwacht
- Deutsches Rettungsschwimmabzeichen Silber oder Gold (nicht älter als 2 Jahre)
- Erste-Hilfe-Ausbildung (nicht älter als 2 Jahre) oder Erste-Hilfe-Training (nicht älter als 1 Jahr)
- Sanitätsausbildung A, B und C (Qualifikation: Wasserretter im Wasserrettungsdienst)
- Gesundheitliche Eignung nach G 31 (Überdruck)

Ausbildungsverlauf
- 20 UE Ausbildung an Land
- 20 UE Ausbildung im Schwimmbecken
  - Ausbildung mit ABC-Ausrüstung
  - Ausbildung mit Tauchgerät
- 30 UE Ausbildung im Freiwasser

1 Unterrichtseinheit (UE) entspricht 45 Minuten.

### Beim Technischen Hilfswerk
Im deutschen THW erfolgen Ausbildung und Einsatz der Bergungstaucher nach der THW-Dienstvorschrift 8, die inhaltlich eng an die für Feuerwehrtaucher geltende Feuerwehr-Dienstvorschrift 8 angelehnt ist. Erste Aufgabe der Bergungstaucher ist die Bergung von Personen, die, in Anlehnung an den Sprachgebrauch des Begriffs Bergung im Wörterbuch für Bevölkerungsschutz und Katastrophenhilfe, auch die Rettung im Sinne der Feuerwehr-Dienstvorschriften umfasst. Des Weiteren wird das THW in die Suche und Bergung von Fahrzeugen und anderen Gegenständen mit eingebunden. Als THW-Bergungstaucher der Stufe 3 (Helmtaucher), können auch schwere Arbeiten unter Wasser ausgeführt werden, wie Saugen, Spülen, Sauerstofflanzenschneiden und die Arbeit mit hydraulischen Werkzeugen.

## Vorschriften für den Einsatztaucher

### Vorschriften der Gesetzliche Unfallversicherungen
- GUV – V A1 Allgemeine Vorschriften
- GUV – R 2101 Tauchen mit Leichttauchgeräten in Hilfeleistungsunternehmen (veraltet. Neu: DGUV-R 105-002)
- DGUV-R 105-002 – Tauchen mit Leichttauchgeräten in Hilfeleistungsunternehmen
- BGV – C 23 Unfallverhütungsvorschrift Tauchen

Am 1. Mai 2014 wurde durch die DGUV die Systematik der Benennungen von Vorschriften geändert:
- GUV – V A1 → DGUV Vorschrift 1
- GUV – R 2101 → DGUV Regel 105-002
- BGV – C 23 → DGUV Vorschrift 40

### Gesetze
- Druckgeräteverordnung
- Betriebssicherheitsverordnung
- Produkthaftungsgesetz
- WHG Wasserhaushaltsgesetz
- ADR / GGVSE Europäisches Übereinkommen über die internationale Beförderung gefährlicher Güter auf der Straße / Gefahrgutverordnung Straße und Eisenbahn

### Normen
- EN 250 / 2000 Autonome Leichttauchgeräte mit Druckluft
- EN 13949 Autonome Leichttauchgeräte mit Nitrox-Gasgemisch
- EN 12021 Druckluft für Atemgeräte
- EN 12628 Kombinierte Tarier- und Rettungsmittel
- EN 1809 Tariermittel (Jacket)
- EN 14225 Teil 1 Nasstauchanzüge
- EN 14225 Teil 2 Trockentauchanzüge
- EN 1972 Tauchzubehör; Schnorchel
- EN 13319 Tauchzubehör; Tiefenmesser
- EN 8306 Taucheruhren